# Mandavalli
Mandavalli là một trong 50 mandal thuộc huyện Krishna, bang Andhra Pradesh.